# Área Nacional de Recreación Playas Villamil
Die Área Nacional de Recreación Playas Villamil befindet sich an der Pazifikküste im Westen von Ecuador. Das 24,72 km² große Schutz- und Erholungsgebiet wurde am 5. September 2011 eingerichtet.

## Lage
Die Área Nacional de Recreación Playas Villamil befindet sich im Kanton Playas der Provinz Guayas. Das Schutzgebiet umfasst 14 Kilometer Sandstrand zwischen den Städten General Villamil (auch Playas) und Data de Posorja. Der Küstenabschnitt liegt nahe der Südspitze der Santa-Elena-Halbinsel. Zum Schutz- und Erholungsgebiet gehört ein 2 Kilometer breiter Meeresstreifen vor der Küste.

## Ökologie
Aus ökologischer Sicht bewahrt Playas de Villamil natürliche Restvorkommen einer für die Trockengebiete der ecuadorianischen Küste typischen Flora. Zu den Pflanzen gehören die Kordien-Art Cordia lutea (muyuyo) sowie Cryptocarpus pyriformis (monte salado) aus der Familie der Wunderblumengewächse.

## Klima
Von Dezember bis Mai treten höhere Temperaturen auf. Besucher werden angewiesen, wegen der starken Sonneneinstrahlung ausreichend Sonnenschutz zu verwenden. Während der Zeit von Juni bis November können die Temperaturen auf 18 °C sinken. Außerdem ist es zu dieser Zeit häufig windig.